# HMS St David
El HMS St David fue un navío de línea de 54 cañones de la Marina Real británica, botado en Lydney en 1667 bajo la dirección de Daniel Furzer. Conforme a la normativa británica de la época, quedaba categorizado como navío de cuarta clase (fourth rate).
Se hundió en Portsmouth en 1689 y se reflotó en 1691 bajo la supervisión de Edmund Dummer, un agrimensor de la Marina.
El navío se reconvirtió en casco flotante (sin aparejo) y finalmente se vendió en 1713.
Este es el barco sobre cuyo viaje John Baltharpe escribió “El viaje del Estrecho, o poema de San David”. Si bien el estilo literario es limitado, es muy atractivo y, al estar escrito por un miembro de la tripulación, a diferencia de un oficial, es alegre, terrenal e ilustrativo de las vidas de los marineros trabajadores. John Baltharpe había sido esclavizado por norteafricanos anteriormente, por lo que estaba en condiciones de tener una combate con argelinos, que fue el viaje que ilustra el poema.